# 평화의 댐
평화의 댐(平和의 dam)은 대한민국 강원특별자치도 화천군 화천읍 동촌리의 북한강에 위치한 댐이다. 2차 완공 후의 현재 길이는 601 m, 높이는 125 m이며 최대 저수량은 26억 3천만 t이다. 조선민주주의인민공화국의 금강산댐 건설에 따른 수공(水攻)과 홍수 예방을 위해 1987년 2월에 착공하여 1989년 1월에 1차 완공(당시 높이 80 m)된 뒤, 2002년부터 2단계 증축 공사를 하여 2005년 10월에 최종 완공되었다. 평상시에는 물을 가두지 않는 건류댐으로 운영되고 있다. 댐 위로는 지방도 제460호선이 지나간다.
건설 과정에서 제5공화국 정권이 조선민주주의인민공화국의 수공 위협을 과장하고, 이를 토대로 국민에게 불안감을 조성하여 댐을 정치적으로 이용하였다는 정황이 이후 제13대 국가안전기획부장 장세동의 증언과 감사원 조사 등을 통해 밝혀졌다. 이 때문에 제6공화국 이후 대국민 사기극이었다는 비판을 받았다.
평화의 댐의 저수 가능량 26억 3천만 톤은 금강산댐의 저수량보다 1천만 톤이 더 많으며, 소양강 댐(29억 톤), 충주댐(27.5억 톤)에 이어 셋째로 많은 저수량을 가지며, 댐 높이는 대한민국에서 제일 높다.

## 건설 배경
1986년 10월 30일 이규효 당시 대한민국 건설부 장관은 《대 북한 성명문》을 발표해 북한에게 금강산 댐의 건설 계획을 멈추라고 했다. 금강산 댐이 북한강을 통해 휴전선 이남으로 흘러들어가는 연간 18억 t의 물 공급을 차단할 것이고, 금강산 댐을 붕괴시켜 200억 t의 물이 하류로 내려가면 물이 “63빌딩 중턱까지 차오를 수 있다”며 북한이 이를 이용해 1988년 하계 올림픽을 방해할 수 있다는 것이 대한민국 정부측의 이야기였다.
결정적으로 이기백 국방부 장관의 발표가 국민들을 공포에 떨게 만들었다. “200억t 물로 수공작전을 전개하면 그 위력이 핵무기보다 크다.”
금강산댐 착공 시기는 외부적으로는 아웅산 폭파사건, KAL기 격추사건등 북한의 적대적 도발이 감행되던 시기이며, 내부적으로는 5.3 인천 사태, 10.28 건국대 항쟁 등으로 정국이 불안정한 상태였다. 금강산 댐 착공은 88올림픽을 앞둔 대한민국 사회에 수공이라는 큰 위기감을 조성하였고, 이에 대한 대응으로 장세동 국가안전기획부장의 주도로 기획된 평화의 댐 건설은 국민의 민주화에 대한 관심을 돌리려던 전두환 정권이 위기를 극복하도록 하는 대응조치의 기능을 했다.
1986년 11월 26일 국방부·건설부·문화공보부·통일원 장관이 합동 담화문을 발표해 평화의 댐을 건설할 계획을 밝히면서 시작된 공사는, 총 공사비는 1700억원이며 이 중 639억여원은 6개월 동안 모인 국민 성금으로 충당했다. 그러나 성금 모금 과정에서 횡령 사례가 발생하는 등의 문제가 발생하였고, 성금 모금 과정에서 정부는 기업의 매출에 따라 사실상 최소 700만원에서 최대 10억 원을 강제로 할당하였다. 평화의 댐은 1987년 2월 28일 착공하여 1989년에 1단계 댐이 완공되었다.

## 논란
그러나 평화의 댐 건설 당시 모금한 성금의 사용내역과 금강산 댐의 실체에 대한 논란이 일자 민주화 운동 출신인 대한민국 제14대 대통령 김영삼은 감사원에 진상규명을 지시했다. 1993년 감사원 감사 결과 금강산 댐의 위협과, 이를 대비하기 위한 평화의 댐의 필요성도 부풀려진 것으로 드러났다. 금강산 댐의 구체적인 위치와 규모에 관한 1차 분석결과는 한국전력 직원 1명에 의해 이뤄진 결과로 매우 허술하였다. 또한 첩보를 수집하여 정확한 위치와 규모를 파악한 후에도 이를 정정하지 않고 최소 70억 t, 최대 200억t이라는 건설 불가능한 수치를 발표하여 대북공세와 국민경각심 고취에 이용하였다. 실제 금강산 댐의 규모는 많아도 59.4억 t으로 그 위협은 3배 이상 과장된 것이었고, 금강산 댐이 최대치인 59.4억 t의 상태에서 물을 방류하여도 이것은 실제로는 서울 한강변의 일부 저지대만을 침수시키는 정도의 위력이었다는 것이 밝혀졌다. (현재 금강산 댐의 저수량은 26.2억 t임).
정부의 금강산 댐에 대한 대응은 진지한 대책수립보다는 국민단합과 시국안정을 꾀하는 것이었고, 이를 위해 정보분석 결과를 과장한 것은 국민들의 불안심리를 도리어 자극하였다. 공사 과정에서 시공사를 경쟁입찰하지 않고 수의계약식으로 하여 공사비를 과다지급, 절감할 수 있었던 건설비를 낭비하였다. 또한 정부 재정을 이용하여 건립할 수 있었음에도 국민성금을 이용한 건립방식을 고집하여 기업과 국민들의 재정적 부담을 가중시켰으며, 소외계층에게 전달되어야 할 성금의 감소를 초래하였다.
전두환 대통령은 감사원 조사과정에서 댐 건설의 최종 결정에 개입한 정황이 포착되었고 이에 대해 "국가안보를 위한 대응책으로서 모든 가능성을 검토하고 결정한 일"이라고 해명했으며 이후 시민단체로부터 사기와 공갈 혐의로 고발당했으나 무혐의 처분을 받았다. 평화의 댐 건설을 지지하고 공사계획에 참여했던 선우중호 서울대 총장은 북한의 수공 위협이 과장되었음이 밝혀지자 학생들에게 사과했다.
대한민국의 평화의 댐공사가 쾌속도로 진정되어 88올림픽 이전에 높이 80m의 1단계 평화의 댐이 완성되자 북한은 어떤 사정에서인지 금강산 댐 시공을 중단하였다가 약 10년 후인 1999년에야 본격적으로 재착공하여 2003년에 완공되었다.

## 건설 이후
대국민 사기극이었다는 비판과는 별개로, 건설된 평화의 댐은 홍수조절전용댐으로써 역할을 톡톡히 해내고 있다. 1996년 홍수 때와, 1999년 여름에 700~800mm가 내린 대폭우에는 이 댐이 일부 물을 가두어 당시 화천댐이 범람 위기에서 모면할 수 있게 하여 북한강 수계의 홍수를 방지하는 효과를 가져왔다. 또한 2002년 1월 공사를 재개한 금강산댐에서 초당 206t씩 흙탕물이 쏟아져 내리는 일이 발생했는데, 약 19일에 걸쳐 3억 5000만t의 물폭탄이 쏟아져 북한강 수계 가장 선두에 있던 평화의 댐이 붕괴 위기까지 갈 뻔했다. 이 일로 대한민국 정부에서는 방류 중단과 공동조사를 요구했으나 조선민주주의인민공화국에서 이에 응하지 않았다. 이로 인해 대한민국 정부에서는 국가안전보장회의를 통해 평화의 댐을 125m로 높이는 보강 및 증축공사를 시행하기로 했다.
정부는 2002년 5월에 평화의 댐 2단계 증축공사를 결정하고 같은 해 9월에 공사에 들어가 2005년 10월 19일에 완공했다. 증축공사에는 2329억원이 들었으며, 1단계 비용을 합쳐 총 모두 3995억원이 들어갔다.
그러나 댐이 완공되고 나서 본래 완공식에 국무총리가 참석하는 것으로 예정되어 있었지만 실제로는 주무장관까지도 오지 않았고, 한국수자원공사 사장과 원주국토관리사무소장만 참석하는데 그쳤다. 이후 2009년 전두환 전 대통령이 평화의 댐 건설 후 처음으로 방문하였으며, 방문 당시 "내가 잘못 만든 댐이 아니구먼"이라고 했다는 이야기가 전한다.

## 같이 보기
- 임남댐

## 참고 자료
- 평화의 댐 - WAMIS 국가수자원관리종합시스템